# Cormocephalus dentipes
Cormocephalus dentipes är en mångfotingart som beskrevs av Pocock 1891. Cormocephalus dentipes ingår i släktet Cormocephalus och familjen Scolopendridae. Inga underarter finns listade i Catalogue of Life.